# Йоахим III фон дер Шуленбург

Йоахим III фон дер Шуленбург (на немски: Joachim III Graf fon der Schulenburg; * пр. 1549; † 1555/1568) е граф от „Черната линия“ на благородническия род фон дер Шуленбург.
Той е най-големият син на граф Ханс VII фон дер Шуленбург († сл. 1555) и съпругата му Анна фон Пен. Внук е на граф Йоахим I фон дер Шуленбург († 1549) и Луция фон Квитцов. Потомък е на рицар Дитрих II фон дер Шуленбург († 1340), който е син на рицар Вернер II фон дер Шуленбург († сл. 1304).
През 14 век синовете на Вернер II фон дер Шуленбург разделят фамилията в Алтмарк на две линии, рицар Дитрих II (1304 – 1340) основава „Черната линия“, по-малкият му брат рицар Бернхард I († сл. 1340) основава „Бялата линия“. Днес родът е от 22. генерация.
Брат е на Георг VIII фон дер Шуленбург († 1597/сл. 1598), Вернер XVIII фон дер Шуленбург (1547 – 1608), Кристоф IV фон дер Шуленбург († сл. 1616) и Рикса фон дер Шуленбург († 1593), омъжена за граф Антон II фон дер Шуленбург (1535 – 1593) от „Бялата линия“.

## Фамилия
Йоахим III фон дер Шуленбург се жени за Маргарета Кнютер. Те имат шест деца:
- Антон фон дер Шуленбург (* пр. 1568)
- Кристоф фон дер Шуленбург
- Йоахим VI фон дер Шуленбург (* пр. 1568; † 1622, Зандау), женен за Сабина Рецлау († 1630, Берлин); има 8 деца
- Армгард фон дер Шуленбург († 1632)
- Бусо фон дер Шуленбург (* пр. 1568)
- Балтазар фон дер Шуленбург (* пр. 1568?)